# 波爾布神社
波爾布神社（はにふじんじゃ）は滋賀県高島市新旭町饗庭に鎮座する神社である。土生（はぶ）大明神・土生さんとも称される。

## 祭神
- 波爾山比賣命
- 彌都波能賣神

## 神紋
千成瓢箪

## 歴史
創祀年代不詳であるが、社伝によると、往古より彌都波乃賣命を祀っていたが、天平13年に阿波国那賀郡（現、徳島県小松島市）建嶋女祖命神社より波爾山比賣命を勧請したと伝えられている。延喜式神名帳に記載されている式内社である。木津荘の惣社である。応永の検注帳では、免田など1町あまりの土地が充てられている。明治期の廃仏毀釈の際、高嶋神威隊の急進派により多くの社宝が失われた。廃棄されたもののリストは「田谷家文書（『高嶋郡誌』、『神道大系 近江国』に収録）」に収録されている。旧郷社。

## 祭事
祈年祭 3月10日
例祭 4月20日
明治までは、二月初丑日に行われていた。
社伝によると、坂田郡入江村（現、米原市）に鎮座する筑摩神社のご神体が琵琶湖の増水により流され、木津浜に流れ着いた由縁で、筑摩神社から湖上を渡って献饌行事が行われていたという。この行事は、湖上が荒れることなどから湖上渡り式は廃止され、筑摩田と呼ばれる神田が設けられた。筑摩田で作られた米を筑摩御饌と呼び、神輿渡御の際に御旅所で献饌されることになったという。（「饗庭村郷土誌」「高嶋郡誌」）
祭礼は、健速神社、大國主神社、若宮八幡社の社家により執り行われる慣わしになっていたが、現在は3社の社家に加えて日吉二宮神社と森神社の神職が加わることがある。
新嘗祭 11月23日

## 境内社
- 熊野神社 - 〔祭神〕熊野久須比命。式内社。
- 邇岐志神社 - 〔祭神〕大山祇命・邇々藝尊。

## 周辺
- 木津港跡
- 新旭水鳥センター
- 健速神社
- 木津古代製鉄遺跡
- NPO法人クマノヤマネット
- 若宮八幡社
- 大國主神社